# Stephanie Labbé
Stephanie Lynn Marie Labbé (Edmonton, Alberta, 1986. október 10. –) olimpiai bajnok kanadai válogatott labdarúgó. A francia bajnokságban érdekelt Paris Saint-Germain kapusa.

## Pályafutása
Labbé 2004-ben csatlakozott egyetemi csapatához és tanulmányai alatt 65 mérkőzésen védte a Connecticut Huskies kapuját.
2009-ben a Piteå IF ajánlatát elfogadva a Damallsvenskan bajnokságában folytatta karrierjét. Az itt töltött három szezonja alatt csapata az első- és a másodosztály között ingázott.
2012-ben igazolt a Örebro együtteséhez, ahol 2014-ben bajnoki ezüstérmet szerzett, valamint az Év legjobb kapusa címére is jelölték.
2016-ban a Washington Spirithez került és öt kapott gól nélküli mérkőzést abszolvált, mellyel rekordot állított fel a klub történetében. Nyíltan beszélt depressziójáról és 2017 szeptemberében pihenőt kért a Spirit-től, azonban felépülésének idejét csapata nem várta ki, így 2018 februárjában szerződést bontottak vele.
2018 márciusában csatlakozott a Calgary Foothills férfi csapatához, azonban nőként nem vehetett részt a bajnokság küzdelmeiben. Labbé keresetet nyújtott be a liga ellen, de a bírósági döntés sem engedélyezte játékát a férfiak között. A vesztes per után a Calgary női csapatával hat mérkőzést játszott.
A másodosztály küzdelmeit befejezvén júliusban visszatért Svédországba, a Linköping keretéhez.
2019. február 22-én a North Carolina Courage együtteséhez írt alá, de a 2019-es holtszezonban kevés játéklehetősége adódott, ezért 2020. december 10-én újra Európa felé vette az irányt és az FC Rosengård gárdájánál kötött ki.
A Paris Saint-Germain 2021. augusztus 27-én egyéves kontraktust kötött az olimpiai bajnokkal.

## Magánélete
Labbé élettársi kapcsolatban él Georgia Simmerling világbajnoki ezüstérmes és olimpiai bronzérmes kerékpárversenyzővel.

## Sikerei

### Klubcsapatokban
Svéd bajnoki ezüstérmes:
- KIF Örebro DFF: 2014

 Észak-amerikai bajnok (2):
- NWSL bajnok (1):
  - North Carolina Courage (1): 2019

- NWSL Shield győztes (1):
  - North Carolina Courage (1): 2019

1-szeres Nemzetközi Bajnokok Kupája győztes:
- North Carolina Courage: 2018[11]

### A válogatottban
- Olimpiai bajnok (1): 2020[12]
- Olimpiai bronzérmes: 2016
- Algarve-kupa ezüstérmes (1): 2017
- Algarve-kupa bronzérmes (1): 2019[13]
- U20-as női CONCACAF-aranykupa győztes: 2004
- U20-as női CONCACAF-aranykupa ezüstérmes: 2006
- Ciprus-kupa aranyérmes (3): 2008,[14] 2010,[15] 2011[16]
- Ciprus-kupa ezüstérmes (3): 2012,[17] 2013,[18] 2015[19]

## Statisztikái

### Klubcsapatokban
2021. június 27-i állapot
| Klub                   | Bajnokság        | Szezon           | Bajnokság | Bajnokság | Rájátszás | Rájátszás | Kupa  | Kupa | Nemzetközi kupa | Nemzetközi kupa | Összesen: | Összesen: |
| Klub                   | Bajnokság        | Szezon           | Mérk.     | Gól       | Mérk.     | Gól       | Mérk. | Gól  | Mérk.           | Gól             | Mérk.     | Gól       |
| ---------------------- | ---------------- | ---------------- | --------- | --------- | --------- | --------- | ----- | ---- | --------------- | --------------- | --------- | --------- |
| Piteå IF               | Damallsvenskan   | 2009             | 20        | 0         | 0         | 0         | 0     | 0    | 0               | 0               | 20        | 0         |
| Piteå IF               | Damallsvenskan   | 2011             | 17        | 0         | 0         | 0         | 0     | 0    | 0               | 0               | 17        | 0         |
| Piteå IF               | Összesen:        | Összesen:        | 37        | 0         | 0         | 0         | 0     | 0    | 0               | 0               | 37        | 0         |
| KIF Örebro             | Damallsvenskan   | 2012             | 21        | 0         | 0         | 0         | 2     | 0    | 0               | 0               | 23        | 0         |
| KIF Örebro             | Damallsvenskan   | 2013             | 21        | 0         | 0         | 0         | 4     | 0    | 0               | 0               | 25        | 0         |
| KIF Örebro             | Damallsvenskan   | 2014             | 20        | 0         | 0         | 0         | 1     | 0    | 0               | 0               | 21        | 0         |
| KIF Örebro             | Összesen:        | Összesen:        | 62        | 0         | 0         | 0         | 7     | 0    | 0               | 0               | 69        | 0         |
| Washington Spirit      | NWSL             | 2016             | 8         | 0         | 0         | 0         | 0     | 0    | 0               | 0               | 8         | 0         |
| Washington Spirit      | NWSL             | 2017             | 17        | 0         | 0         | 0         | 0     | 0    | 0               | 0               | 17        | 0         |
| Washington Spirit      | Összesen:        | Összesen:        | 25        | 0         | 0         | 0         | 0     | 0    | 0               | 0               | 25        | 0         |
| Calgary Foothills      | UWS              | 2018             | 6         | 0         | 0         | 0         | 0     | 0    | 0               | 0               | 6         | 0         |
| Calgary Foothills      | Összesen:        | Összesen:        | 6         | 0         | 0         | 0         | 0     | 0    | 0               | 0               | 6         | 0         |
| Linköping              | Damallsvenskan   | 2018             | 9         | 0         | 0         | 0         | 1     | 0    | 2               | 0               | 12        | 0         |
| Linköping              | Összesen:        | Összesen:        | 9         | 0         | 0         | 0         | 1     | 0    | 2               | 0               | 12        | 0         |
| North Carolina Courage | NWSL             | 2019             | 18        | 0         | 0         | 0         | 0     | 0    | 0               | 0               | 18        | 0         |
| North Carolina Courage | NWSL             | 2020             | 2         | 0         | 0         | 0         | 0     | 0    | 0               | 0               | 2         | 0         |
| North Carolina Courage | Összesen:        | Összesen:        | 20        | 0         | 0         | 0         | 0     | 0    | 0               | 0               | 20        | 0         |
| FC Rosengård           | Damallsvenskan   | 2021             | 10        | 0         | 3         | 0         | 0     | 0    | 0               | 0               | 13        | 0         |
| FC Rosengård           | Összesen:        | Összesen:        | 10        | 0         | 3         | 0         | 0     | 0    | 0               | 0               | 13        | 0         |
| Paris Saint-Germain    | Division 1       | 2021–22          | 0         | 0         | 0         | 0         | 0     | 0    | 0               | 0               | 0         | 0         |
| Paris Saint-Germain    | Összesen:        | Összesen:        | 0         | 0         | 0         | 0         | 0     | 0    | 0               | 0               | 0         | 0         |
| Karrier összesen       | Karrier összesen | Karrier összesen | 169       | 0         | 3         | 0         | 8     | 0    | 2               | 0               | 182       | 0         |